# Epílio
Epílio (Do latim epillium que é derivado do diminutivo da palavra grega επος -epos-) é uma pequena composição literária de gênero épico, constituindo-se assim num subgênero da épica.
Enquanto subgênero literário de índole poética das obras clássicas gregas, o epílio se encontra escrito em hexâmetros.
O epílio se difundiu durante o período helenístico quando houve preferências pelas formas poéticas condensadas, breves ainda que intensas. Era considerada a obra mestra que consagraria o neotérico romano que pretendesse tornar-se doctus poeta.

## Principais autores de epílios
Calímaco foi um dos principais poetas gregos que praticarão este (sub)gênero, outros significativos autores gregos de epílios foram Teócrito (com seu famoso "Idílio 24" sobre Héracles criança), Mosco e Euforion de Cálcis mas suas produções literárias chegaram ao presente de um modo escasso e fragmentário como para conhecer o suficiente seus epílios.
Na literatura latina o exemplo mais significativo de epílio (epillium) é o canto (carmen) 4 de Catulo que consta de 400 hexâmetros e tem como argumento épico as núpcias de Peleu e Thetis progenitores (pelo menos Thetis) segundo o mito de Aquiles; outro latino que se destacou no epílio foi Virgílio.